# Le Palais-sur-Vienne
Le Palais-sur-Vienne är en kommun i departementet Haute-Vienne i regionen Nouvelle-Aquitaine i västra Frankrike. Kommunen ligger i kantonen Limoges-Le Palais som tillhör arrondissementet Limoges. År 2022 hade Le Palais-sur-Vienne 5 861 invånare.

## Befolkningsutveckling
Antalet invånare i kommunen Le Palais-sur-Vienne
| Referens: INSEE |